# Pietro Giustiniani (ammiraglio)
Frà Pietro Giustinani (Venezia, 1510 circa – 1572 circa) è stato un ammiraglio italiano e priore di Messina.
Fu a capo del contingente dell'ordine dei Cavalieri di Malta durante la battaglia di Lepanto.

## Biografia

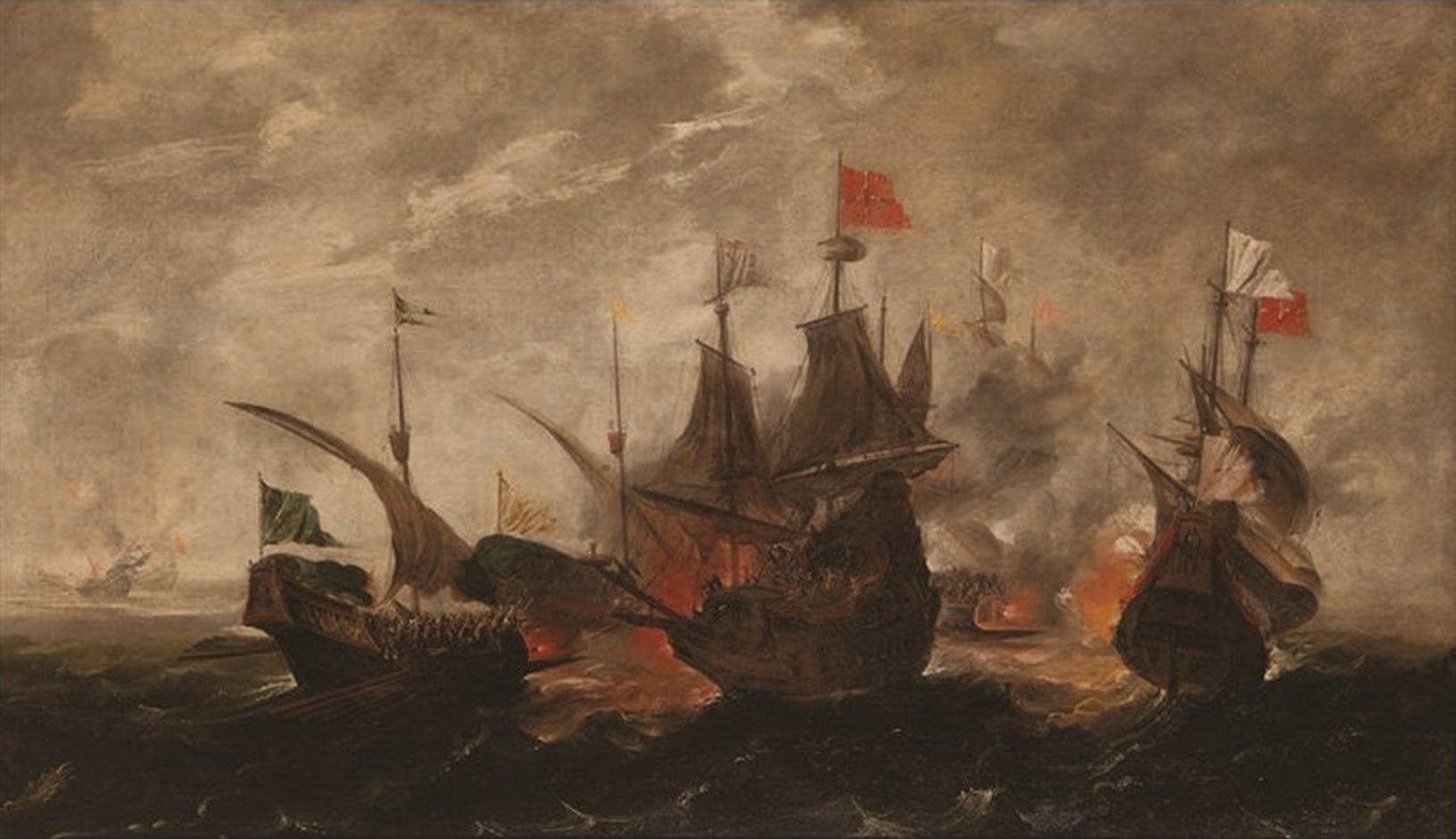
Battaglia di Lepanto, di Hans Savery il Vecchio

Frate dell'ordine dei Cavalieri di Malta e priore di Messina, Pietro Giustiniani nel 1569 viene nominato dal gran maestro Pietro del Monte suo luogotenente a La Valletta e l'anno successivo comandante delle forze armate al posto di Francesco di Saint-Clement, arrestato e giustiziato dagli stessi Cavalieri di Malta per aver perso due galee in uno scontro navale con Uccialì.
Nel 1571 fu inviato dal gran maestro a guidare il contingente dei Cavalieri di Malta nella flotta della Lega Santa, promossa da papa Pio V per contrastare l'avanzata dell'impero ottomano. Pietro Giustiniani aveva a disposizione tre galee: la Capitana di Malta (altrimenti detta Santa Maria della Vittoria), guidata dallo stesso priore di Messina, la San Pietro e la San Giovanni. Il resto della flotta della lega, comandata da Don Giovanni d'Austria, era composto da un centinaio tra galee e galeazze veneziane, circa 90 galee del Regno di Spagna e dei suoi alleati e poco più di una dozzina tra le navi della marina pontificia e del Ducato di Savoia.
La battaglia tra la flotta della lega santa e quella ottomana avvenne al largo di Lepanto il 7 ottobre del 1571. Mentre il centro e il corno sinistro della flotta cristiana si scontravano con i rispettivi schieramenti nemici, il corno destro della flotta della lega, guidato da Gianandrea Doria, fece una manovra di aggiramento per contrastare l'analogo diversivo operato dal comandante ottomano che aveva di fronte, Uccialì. Le navi che quest'ultimo aveva a disposizione erano però in numero maggiore di quelle dell'ammiraglio genovese, che quindi lasciò tra il suo settore e il resto della flotta cristiana un varco nel quale Uccialì si insinuò con sette velocissime galee corsare, circondando ed abbordando la Capitana di Malta, guidata da Pietro Giustiani, che si trovava all'estremità destra della parte centrale della flotta. Prima di salpare alla volta del teatro della battaglia, il priore di Messina aveva insistito con Don Giovanni perché la sua galea fosse schierata alla destra della Capitana di Sua Santità, l'ammiraglia della flotta pontificia capitanata da Marcantonio Colonna, ma alla fine il comandante supremo della flotta aveva preferito riservare quella posizione, di grande prestigio, alla Capitana di Savoia di Andrea Provana di Leinì, mentre Giustiniani si dovette schierare proprio nel punto dove sarebbe stato preda dell'attacco dell'ammiraglio corsaro, lasciato sguarnito dalla protezione del corno destro di Gianandrea Doria.

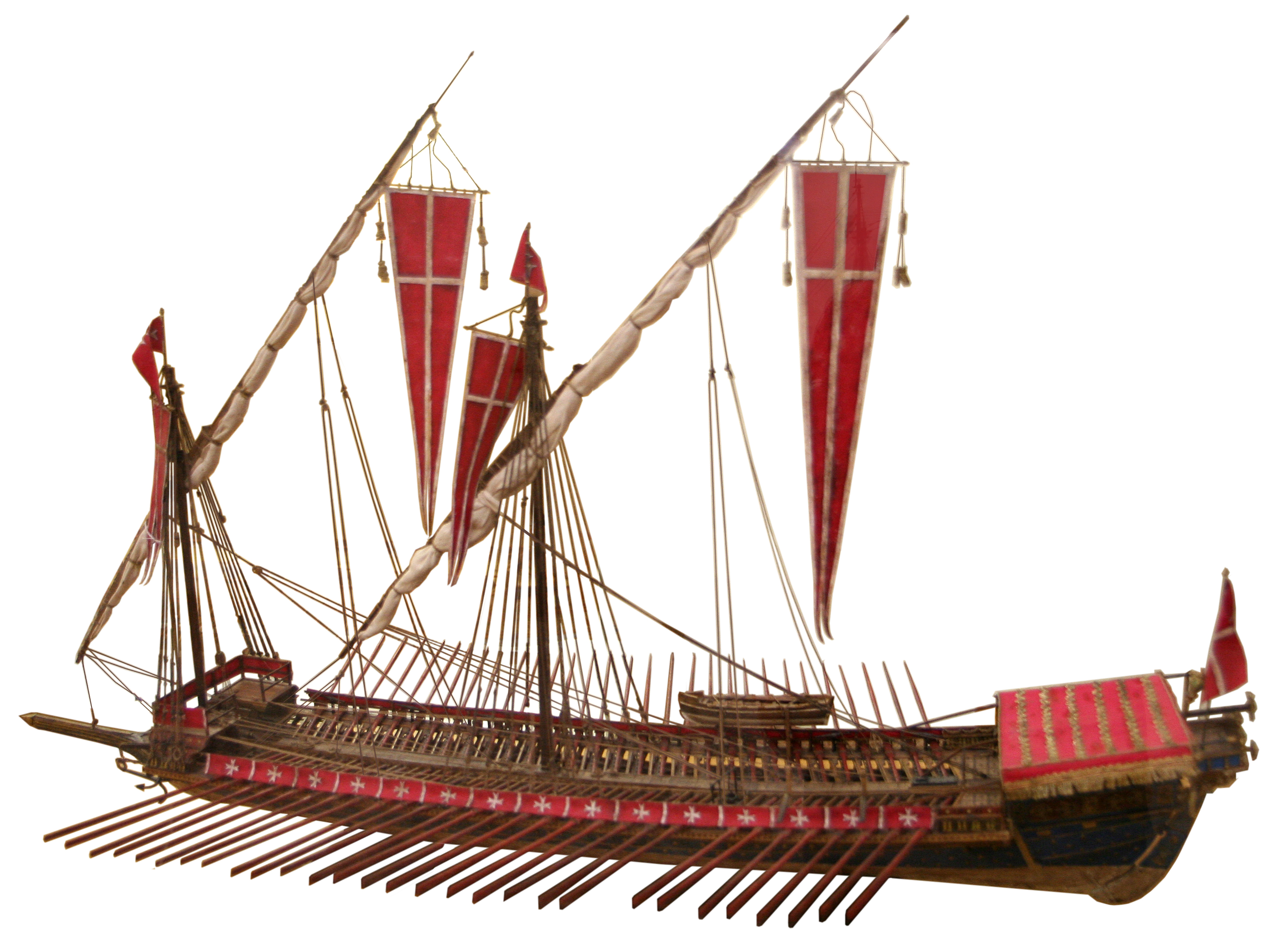
Modello di galea sottile dei Cavalieri di Malta, Museo storico navale di Venezia

Giustiniani, assieme ad altri trenta Cavalieri, difese strenuamente la nave, ma alla fine i corsari di Uccialì ebbero la meglio. Nello scontro sul ponte della Capitana di Malta morirono quasi tutti i trenta cavalieri maltesi che erano a bordo, mentre tra gli ottomani i caduti furono circa trecento. Uccialì prese al traino la Capitana nel tentativo di portarla come trofeo a Costantinopoli. L'ammiraglio corsaro aveva infatti compreso che l'esito della battaglia era ormai in mano alla lega santa e che gli altri comandanti ottomani avrebbero avuto la peggio: portare al sultano un trofeo simbolico come la Capitana, la nave ammiraglia degli odiati Cavalieri di Malta, acerrimi nemici dell'Impero ottomano (avevano inflitto enormi perdite tra le file turche durante il fallito Assedio di Malta (1565) di sei anni prima), gli avrebbe permesso di aumentare il suo prestigio personale.
L'intervento tempestivo di Álvaro de Bazán, comandante della retroguardia della lega santa, salvò la Capitana e la vita a Pietro Giustiniani. In particolare, la galea Guzmana, schierata nella retroguardia e comandata dal capitano Ojeda, riuscì a raggiungere ed abbordare la nave di Giustiniani. Uccialì preferì abbandonare la preda, accontentandosi della Croce di Malta, il vessillo dell'ordine dei Cavalieri strappato alla Capitana, che il gran visir Sokollu Mehmed Pascià fece in seguito esporre a Costantinopoli, mentre Ojeda, come ricompensa per aver salvato la Capitana, venne premiato dai Cavalieri di Malta con un vitalizio.
Pietro Giustiniani, pur gravemente ferito (secondo le testimonianze, era stato trafitto da ben sette frecce), sopravvisse allo scontro navale assieme a soli due altri Cavalieri della Capitana. Si tramanda che il priore di Messina fu salvato dal suo schiavo musulmano che lo trascinò ferito sottocoperta bloccando la porta di accesso. Successivamente, per premiarlo del suo coraggio e della sua devozione, Giustiani gli concesse la libertà e il denaro per ritornare in patria, ma il servo preferì rimanere con lui fino all'anno successivo (1572), quando l'ammiraglio, che aveva continuato a servire l'Ordine di Malta come comandante della flotta, trovò la morte.